# Andrés Torrellas
Andrés Torrellas Nebros (Bureche, 30 de noviembre de 1785-Barquisimeto, 12 de diciembre de 1864) fue un sacerdote, capellán castrense y guerrillero venezolano.

## Inicios y Primera República
Hijo de Nicolás Torrellas y Rudencinda Nebros, estudió un bachiller en la Universidad de Caracas hasta graduarse en 1806, recibiendo su ordenamiento sacerdotal en el Seminario Tridentino de Caracas, desempeñándose en San Miguel y Moroturo. El 15 de marzo de 1812, era el párroco de Siquisique cuando animó al jefe indígena Juan de los Reyes Vargas a alzarse en nombre del rey Fernando VII de España, apoyando al gobernador realista en Coro, brigadier José Ceballos. Al movimiento se le sumaron los pueblos de San Miguel de los Ayamanes, Moroturo y Río Tocuyo gracias a las predicas del sacerdote.
Dos días después, el 17 de marzo, entraba en Siquisique la expedición del capitán de fragata Domingo de Monteverde, que había salido de Coro siete días antes, enviada por el capitán general y gobernador de Maracaibo, brigadier Fernando Miyares. Torrellas sirvió en la expedición como capellán, consejero y baquiano. Gracias al terremoto del 26 de marzo pudieron entrar en Barquisimeto y Carora sin resistencia. Finalmente, la campaña finalizó con la reconquista de Caracas el 29 de julio, finalizando la Primera República de Venezuela. Después de la victoria, se le pide al arzobispo de Caracas que lo nombre capellán general de los realistas.

## Segunda República
Junto al brigadier Ceballos y 1.000 hombres atacó en Bobare, cerca de Barquisimeto, a una columna republicana de 350 soldados mandada por el comandante Juan Manuel Aldao, venciéndolo y tomando un cañón el 17 de octubre de 1813. El 5 de diciembre Torrellas participó de la batalla de Araure, donde los realistas fueron vencidos. Volvió a la actividad guerrillera, dominando el área rural cercana a Ospino, Araure y Barquisimeto. También fue parte del asedio de Valencia en 1814.
En 1816 fue enviado a enfrentar a las guerrillas de José Antonio Páez con 800 jinetes y ocupó el Mantecal, pero en mayo se retiró a Nutrias al sentirse en desventaja frente a su enemigo. El 9 de junio tenía 1.600 soldados a su mando pero fue vencido en Mantecal por el coronel Miguel Antonio Vásquez con apenas 300 patriotas. Sin embargo, consiguió imponerse en Achaguas cuando el capitán José Antonio Rangel atravesó las ciénagas cercanas para atacarlo sorpresivamente con 150 a 180 llaneros el 19 de julio. Inicialmente derrotado, Torrellas y sus 300 jinetes se reagruparon y contraatacaron.
Posteriormente, el 19 de mayo de 1818, en Nutrias, vence junto a Reyes Vargas a Rangel gracias a que duplicaban a sus 200 llaneros. Sin embargo, el 10 de abril de 1819 es vencido por el capitán patriota y sus 350 patriotas en un sitio llamado El Trapicho de Alejo junto a Narciso López y 300 soldados.

## Gran Colombia y postrimerías
En 1820 tanto Torrellas como Reyes Vargas pasan a las filas republicanas, publicando en El Altar, el 5 de mayo de 1821, una proclama a los pueblos del oeste venezolano para explicar sus motivos. Posteriormente, ayuda a la conquista republicana de Coro y en marzo de 1822 es nombrado comandante de armas de Occidente. Luego, el 2 de agosto es nombrado gobernador de la provincia de Coro.
El 5 de diciembre de 1822, en Curimagua, Torrellas derrotó con apenas 500 soldados al brigadier Francisco Tomás Morales y sus 1.800 monárquicos. El 21 de enero de 1823 vuelve a vencerlo en Bailadores. El 16 de mayo fue nombrado coronel y abandona sus privilegios eclesiásticos. En 1826 es el comandante de armas del tercer distrito de la provincia de Carabobo y recibe órdenes de aplastar La Cosiata, pero decide unirse al general rebelde José Antonio Páez. En 1831 es electo senador por Carabobo y en 1835 fue leal al gobierno de José María Vargas durante la Revolución de las Reformas, combatiendo en Puerto Cabello.
Posteriormente se retiró de la vida pública. No están claras las fechas de su nacimiento y muerte.